# Lee Lake
Lee Lake är en sjö i Antarktis. Den ligger i Östantarktis. Nya Zeeland gör anspråk på området. Lee Lake ligger 300 meter över havet.